# لوتارو توريس
لوتارو توريس (بالإسبانية: Lautaro Torres)‏ هو لاعب كرة قدم أرجنتيني في مركز الوسط، ولد في 28 سبتمبر 1996 في مدينة بيكار في الأرجنتين. لعب مع فيرو كاريل أويستي.

## وصلات خارجية
- لوتارو توريس على موقع قاعدة بيانات كرة القدم.إي يو (الإنجليزية)
- لوتارو توريس على موقع Soccerway.com (الإنجليزية)